# 袁江 (画家)

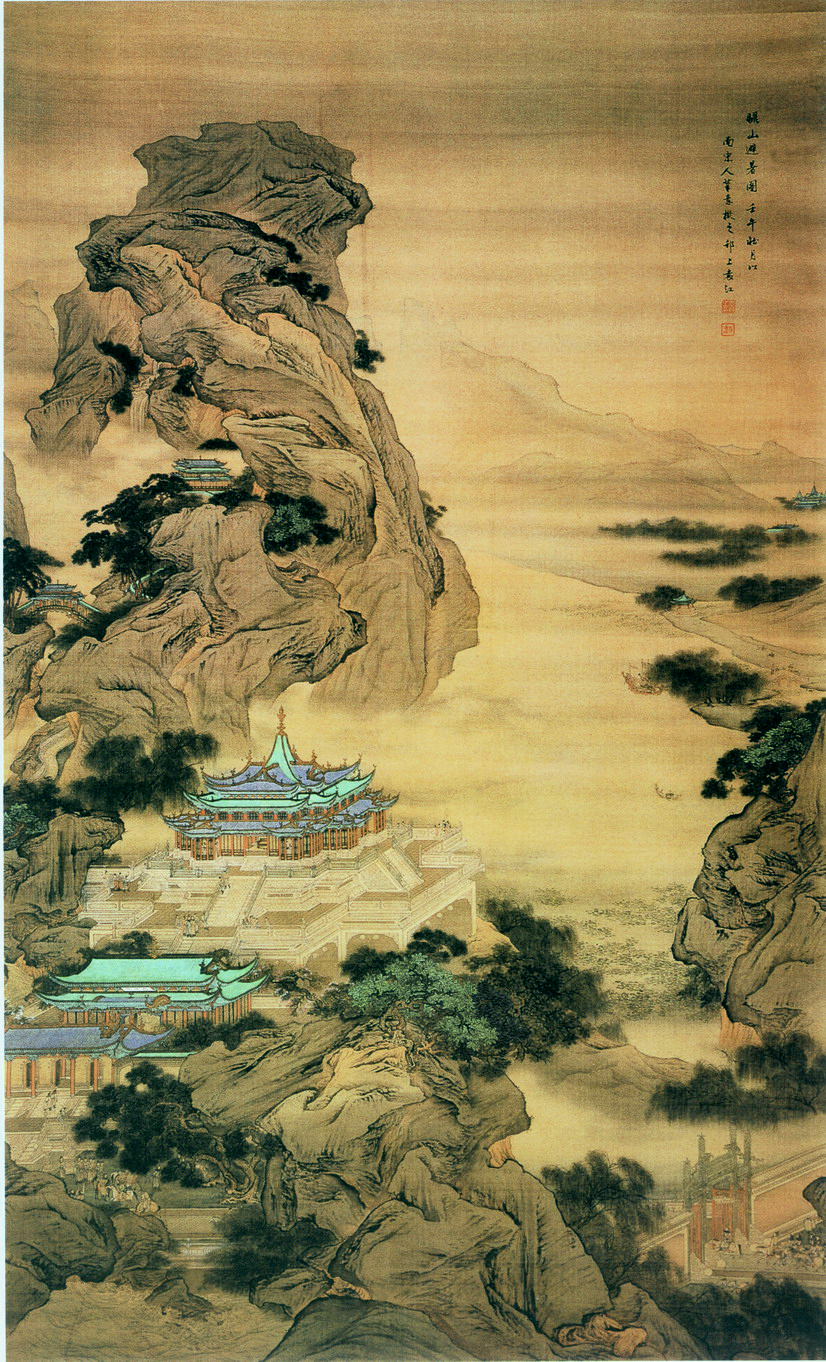
驪山避暑图

袁江（1671年—1746年），字文涛，晚年号岫泉，江苏扬州人，清朝山水画家。其子袁耀（一说为其侄）亦為画家。雍正时召入宫廷。

## 经历
袁江早期在民间活动，是一位职业画家。他早年师从仇英，中年摹绘宋代画作，从而大大提升了画技。他的画雄伟壮观而不乏精致，是一位画技高超的画家

## 评价
袁江被推为清代“界画”第一，为“袁氏画派”代表，他的青绿山水界画具有独特风格。有人评价说他“笔下的殿宇楼阁，或以坚实的山岩为依托，或以浩淼的江湖为背景，画山石用斧劈皴、鬼面皴、卷云皴，给仙境般的楼阁构筑出真实可信的空间，而工致细腻、富丽堂皇的建筑也为冷漠的山石增添了色彩与意趣，从而赋予楼阁界画深远的意境和宏大的气势。”在他的画中，无论是建筑还是山水都刻画极为巧妙精致，并且他的画幅都较大。

## 画作
袁江存世作品较多，其中一些流落于国外。现存有《瞻园图卷》、《东园图卷》、《骊山避暑图轴》、《海山三山图轴》等。